# Saul Malatrasi
Saul Malatrasi (Calto, 17 febbraio 1938) è un ex calciatore e allenatore di calcio italiano, di ruolo difensore.
È stato il primo calciatore vincitore della Coppa dei Campioni con due squadre differenti e l'unico a farlo con due squadre appartenenti alla stessa città (Milan e Inter), oltrechè il calciatore con più edizioni vinte della Coppa Intercontinentale (due con l'Inter e una col Milan).

## Caratteristiche tecniche
Fu un giocatore polivalente, in grado di giocare come terzino, come difensore centrale, come libero e come mediano. Nella fase difensiva emergeva come difensore roccioso e affidabile, sicuro ed ordinato nei passaggi, con una buona continuità di rendimento ma senza la capacità di incidere sull'esito della gara.

## Carriera

### Giocatore

#### Club
Nativo di Calto, iniziò a giocare a calcio nella squadra della sua città e crebbe poi nelle giovanili della SPAL: dopo essere stato mandato in prestito al Castelmassa per una stagione a fare esperienza, venne aggregato alla prima squadra poco più che maggiorenne. Esordì quindi in Serie A il 21 settembre 1958, nella gara Spal-Juventus 0-0 e giocò 25 gare ricoprendo il ruolo di terzino.
Nell'estate del 1959 fu acquistato dalla Fiorentina, dove venne schierato come difensore ma anche come mediano. Nella sua prima stagione giocò 16 partite, mentre in quella successiva le presenze scesero a 10: l'annata fu inoltre impreziosita dalla vittoria della Coppa delle Coppe, della Coppa Italia, della Coppa dell'Amicizia italo-francese e dalla Coppa delle Alpi. Nel 1961-1962 conquistò un posto da titolare e giocò 28 incontri di campionato, e mise inoltre a segno la sua prima rete in Serie A l'8 aprile 1962 nella gara Lecco-Fiorentina 3-2. L'anno dopo le presenze nella massima serie furono 24, senza alcuna rete. Con la viola disputò anche due finali, perse entrambe: una Coppa delle Coppe 1961-1962 e Coppa Italia 1959-1960.
Nel 1963 venne ingaggiato dalla Roma, con cui giocò 28 partite nel campionato 1963-1964 in cui mise a segno due reti (la prima siglata il 17 novembre 1963 in Roma-Torino 3-0, la seconda il 16 febbraio 1964 in Roma-Atalanta 1-1) (la squadra vinse la Coppa Italia, ma la finale venne svolta a novembre del 1964, quando Malatrasi era già passato all'Inter).

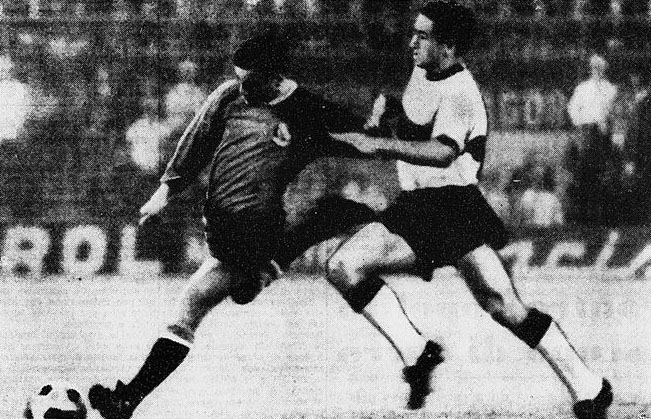
Malatrasi (a destra) all'Inter nel 1964, in contrasto sull'argentino Mura dell'Independiente, durante la finale di ritorno della Coppa Intercontinentale.

Rimase con i capitolini solo per un anno, prima di passare all'Inter, voluto dall'allenatore Helenio Herrera come alternativa a Carlo Tagnin, anche se per necessità dovette sostituire Armando Picchi nel ruolo di libero quando questi si infortunò. Il difensore disputò 15 gare di campionato durante la sua prima stagione in nerazzurro, anno in cui la squadra vinse lo Scudetto, la Coppa dei Campioni (bissando la vittoria dell'anno precedente) e la Coppa Intercontinentale vinta contro l'Independiente, in cui Malatrasi disputò sia la gara di ritorno (2-0 per l'Inter il 23 settembre) che la bella giocata al Santiago Bernabéu il 26 settembre e vinta dai milanesi per 1-0. L'annata successiva vide i nerazzurri nuovamente vincitori del campionato, con il rodigino che disputò sette incontri: in Coppa Campioni la formazione italiana venne eliminata dal Real Madrid (poi vincitore) alle semifinali, mentre si bissò il successo nella Coppa Intercontinentale ancora contro l'Independiente.
Al termine della stagione (secondo alcuni per decisione di Herrera, a detta dello stesso difensore per una scelta della società) Malatrasi venne ceduto al Lecco, sempre in massima serie, dove giocò 27 partite: la squadra terminò il campionato in fondo alla classifica e retrocedette in Serie B, ma le sue buone prestazioni gli valsero l'attenzione del Milan, che lo ingaggiò nell'estate del 1967.

Malatrasi e Santin festeggiano la Coppa dei Campioni vinta con il Milan nel 1969 al Santiago Bernabéu contro l'Ajax.

Nereo Rocco lo schierò come libero, ruolo già ricoperto anche all'Inter: il rodigino giocò 28 gare durante la sua prima stagione, che vide i rossoneri vincere lo Scudetto e la Coppa delle Coppe. L'anno seguente non si riuscì a ripetere la vittoria in campionato (in cui il difensore disputò 27 gare da titolare), ma il Milan vinse la Coppa dei Campioni contro l'Ajax di Johan Cruijff e la Coppa Intercontinentale contro l'Estudiantes, con Malatrasi che scese in campo sia nella gara di andata vinta 3-0 che in quella di ritorno (più famosa) persa per 2-1. Il 1970 fu invece un anno avaro di particolari soddisfazioni: il campionato fu vinto dal Cagliari mentre i rossoneri non conquistarono alcun trofeo e Malatrasi giocò 13 gare in campionato.
La sua carriera volgeva al termine, pertanto decise di tornare alla squadra dei suoi esordi, la SPAL, con la quale giocò due campionati di Serie C, marcando in totale 55 presenze. Disputò l'ultima stagione di calciatore a Busto Arsizio, prima di ritirarsi dal calcio giocato nel 1973.

#### Nazionale
Malatrasi indossò per la prima volta la maglia della Nazionale con la rappresentativa Under-23 nella gara Italia under 23 - Spagna under 23 3-0 del 13 marzo 1960: fu la sua unica gara con l'allora Nazionale Giovanile. Tre anni dopo fu invece inserito nella Nazionale B, giocando la sua prima gara contro la Bulgaria il 20 marzo 1963, incontro terminato 1-0 per gli azzurri: con l'Italia B il libero giocò in totale 3 gare.
Il debutto in Nazionale maggiore avvenne il 13 marzo 1965 nell'1-1 contro la Germania Ovest: venne poi convocato dopo quattro anni per due amichevoli contro il Messico, disputate nel gennaio 1969, subentrando nella prima e giocando titolare nella seconda, in quelle che furono le sue ultime gare giocate con la Nazionale.

### Allenatore
Dopo aver sostenuto il corso di allenatore nell'ottobre del 1971, Malatrasi ricoprì il ruolo di viceallenatore della SPAL per due stagioni, prima di essere ingaggiato dal Legnago dove rimase per una sola stagione. Successivamente guidò le giovanili della SPAL.
Nella stagione 1980-1981 sostituì Antonio Trebiciani alla guida della Roma Primavera, che portò alla vittoria del Torneo di Viareggio 1981.
Nell'estate 1981 venne ingaggiato dal Pescara, militante in Serie B, per sostituire il dimissionario Aldo Agroppi: venne però esonerato dopo 4 sconfitte nelle prime 5 gare. Successivamente a ciò allenò il Pontedera, il Forlì, l'Angizia Luco e la Lodigiani.

## Statistiche

### Presenze e reti nei club
| Stagione          | Squadra           | Campionato        | Campionato | Campionato | Coppe nazionali | Coppe nazionali | Coppe nazionali | Coppe continentali | Coppe continentali | Coppe continentali | Altre coppe | Altre coppe | Altre coppe | Totale | Totale |
| Stagione          | Squadra           | Comp              | Pres       | Reti       | Comp            | Pres            | Reti            | Comp               | Pres               | Reti               | Comp        | Pres        | Reti        | Pres   | Reti   |
| ----------------- | ----------------- | ----------------- | ---------- | ---------- | --------------- | --------------- | --------------- | ------------------ | ------------------ | ------------------ | ----------- | ----------- | ----------- | ------ | ------ |
| 1958-1959         | SPAL              | A                 | 25         | 0          | CI              | 2               | 1               | -                  | -                  | -                  | -           | -           | -           | 27     | 1      |
| 1959-1960         | Fiorentina        | A                 | 16         | 0          | CI              | 1               | 0               | -                  | -                  | -                  | CM          | 2           | 0           | 19     | 0      |
| 1960-1961         | Fiorentina        | A                 | 10         | 0          | CI              | 0               | 0               | CdC                | 1                  | 0                  | CA          | 2           | 0           | 13     | 0      |
| 1961-1962         | Fiorentina        | A                 | 28         | 1          | CI              | 1               | 0               | CdC                | 4                  | 0                  | CM          | 4           | 0           | 37     | 1      |
| 1962-1963         | Fiorentina        | A                 | 24         | 0          | CI              | 1               | 0               | -                  | -                  | -                  | -           | -           | -           | 25     | 0      |
| Totale Fiorentina | Totale Fiorentina | Totale Fiorentina | 78         | 1          |                 | 4               | 0               |                    | 5                  | 0                  |             | 8           | 0           | 95     | 1      |
| 1963-1964         | Roma              | A                 | 28         | 2          | CI              | 1+1             | 0               | CdF                | 5                  | 0                  | CdA         | 3           | 0           | 37     | 2      |
| 1964-1965         | Inter             | A                 | 15         | 0          | CI              | 2               | 0               | CC                 | 5                  | 0                  | CInt        | 2           | 0           | 24     | 0      |
| 1965-1966         | Inter             | A                 | 7          | 0          | CI              | 1               | 0               | CC                 | 3                  | 0                  | CInt        | 0           | 0           | 11     | 0      |
| Totale Inter      | Totale Inter      | Totale Inter      | 22         | 0          |                 | 3               | 0               |                    | 8                  | 0                  |             | 2           | 0           | 35     | 0      |
| 1966-1967         | Lecco             | A                 | 27         | 0          | CI              | 3               | 0               | -                  | -                  | -                  | -           | -           | -           | 30     | 0      |
| 1967-1968         | Milan             | A                 | 28         | 0          | CI              | 4               | 0               | CdC                | 8                  | 0                  | -           | -           | -           | 39     | 0      |
| 1968-1969         | Milan             | A                 | 27         | 0          | CI              | 3               | 0               | CC                 | 6                  | 0                  | -           | -           | -           | 36     | 0      |
| 1969-1970         | Milan             | A                 | 12         | 0          | CI              | 2               | 0               | CC                 | 1                  | 0                  | CInt        | 2           | 0           | 17     | 0      |
| Totale Milan      | Totale Milan      | Totale Milan      | 67         | 0          |                 | 9               | 0               |                    | 15                 | 0                  |             | 2           | 0           | 93     | 0      |
| 1970-1971         | SPAL              | C                 | 29         | 0          | -               | -               | -               | -                  | -                  | -                  | -           | -           | -           | 29     | 0      |
| 1971-1972         | SPAL              | C                 | 26         | 0          | -               | -               | -               | -                  | -                  | -                  | -           | -           | -           | 26     | 0      |
| Totale SPAL       | Totale SPAL       | Totale SPAL       | 80         | 0          |                 | 2               | 1               |                    | -                  | -                  |             | -           | -           | 82     | 1      |
| Totale carriera   | Totale carriera   | Totale carriera   | 302        | 3          |                 | 22              | 1               |                    | 33                 | 0                  |             | 15          | 0           | 372    | 4      |

### Cronologia presenze e reti in nazionale[24]
| Cronologia completa delle presenze e delle reti in nazionale ― Italia | Cronologia completa delle presenze e delle reti in nazionale ― Italia | Cronologia completa delle presenze e delle reti in nazionale ― Italia | Cronologia completa delle presenze e delle reti in nazionale ― Italia | Cronologia completa delle presenze e delle reti in nazionale ― Italia | Cronologia completa delle presenze e delle reti in nazionale ― Italia | Cronologia completa delle presenze e delle reti in nazionale ― Italia | Cronologia completa delle presenze e delle reti in nazionale ― Italia |
| Data                                                                  | Città                                                                 | In casa                                                               | Risultato                                                             | Ospiti                                                                | Competizione                                                          | Reti                                                                  | Note                                                                  |
| --------------------------------------------------------------------- | --------------------------------------------------------------------- | --------------------------------------------------------------------- | --------------------------------------------------------------------- | --------------------------------------------------------------------- | --------------------------------------------------------------------- | --------------------------------------------------------------------- | --------------------------------------------------------------------- |
| 13-3-1965                                                             | Amburgo                                                               | Germania Ovest                                                        | 1 – 1                                                                 | Italia                                                                | Amichevole                                                            | -                                                                     |                                                                       |
| 1-1-1969                                                              | Città del Messico                                                     | Messico                                                               | 2 – 3                                                                 | Italia                                                                | Amichevole                                                            | -                                                                     | 67’                                                                   |
| 5-1-1969                                                              | Città del Messico                                                     | Messico                                                               | 1 – 1                                                                 | Italia                                                                | Amichevole                                                            | -                                                                     |                                                                       |
| Totale                                                                |                                                                       | Presenze                                                              | 3                                                                     |                                                                       | Reti                                                                  | 0                                                                     |                                                                       |

## Palmarès

### Giocatore

#### Competizioni nazionali
- Campionato italiano: 3

Inter: 1964-1965, 1965-1966
Milan: 1967-1968
- Coppa Italia: 1

Fiorentina: 1960-1961

#### Competizioni internazionali
- Coppa dell'Amicizia italo-francese: 1

Fiorentina: 1960
- Coppa delle Coppe: 2

Fiorentina: 1960-1961
Milan: 1967-1968
- Coppa delle Alpi: 1

Fiorentina: 1961
- Coppa Intercontinentale: 3  (record)

Inter: 1964, 1965
Milan: 1969
- Coppa dei Campioni: 2

Inter: 1964-1965
Milan: 1968-1969

### Allenatore

#### Competizioni giovanili
- Torneo di Viareggio: 1

Roma: 1981